# Aeroportul Internațional Queen Beatrix
Aeroportul Internațional Queen Beatrix (IATA: AUA, ICAO: TNCA) este un aeroport din Aruba ce deservește zona Oranjestad. Aeroportul a fost tranzitat în 2022 de 2.677.882 de pasageri. A fost deschis în 1935 și numit după Beatrix a Țărilor de Jos.
Situat la o altitudine de 18 m, aeroportul dispune de 1 pistă.

## Infrastructură

### Piste
Aeroportul dispune de o singură pistă. Pista 11/29 are suprafața de asfalt și dimensiunile 2.745 m × 45 m. 